# QtWeb
QtWeb은 로직웨어 & L소프트 테크놀로지스(LogicWare & LSoft Technologies)가 개발한 자유-오픈 소스 소프트웨어 웹 브라우저이다. QtWeb은 Qt 프레임워크와 웹킷 레이아웃 엔진에 기반을 두고 있다.

## 기능
- 광고 차단 (애드블록 기능)[6]
- 비트토렌트 다운로드 관리자[7]
- 북마크 (북마크 가져오기 및 별칭 포함)[8]
- 사용자 지정 가능한 단축키[7]
- 사용자 지정 가능한 검색 엔진[7]
- 사용자 지정 가능한 사용자 에이전트 (파이어폭스, 인터넷 익스플로러, 사파리, 크롬)[7][9]
- 다운로드 관리자[10]
- 마우스 제스처[10]
- 프라이버시 모드[7][8]
- 팝업 차단[7]
- 포터블 버전 사용 가능[5][8]
- PDF 포맷으로 웹사이트 저장[7][8]
- 탭 브라우징[5]
- 디버깅, 편집, 웹 페이지 모니터링을 위한 웹 인스펙터[5][10]

## 반응
QtWeb은 적은 양의 사용자 지정 가능 기능, 속도, 탐색의 단순성을 제공하는 가벼운 웹 브라우저로 기술되고 있다. 그러나 확장 기능 지원의 부족, 자바 실행 방법의 부재, 일부 웹사이트와의 동작 문제로 비판을 받았다.